# Plomion
Plomion település Franciaországban, Aisne megyében. Lakosainak száma 454 fő (2022. január 1.). Plomion Bancigny, Harcigny, Jeantes, Landouzy-la-Cour, Landouzy-la-Ville és Nampcelles-la-Cour községekkel határos.

## Népesség
A település népességének változása:
| Lakosok száma | 681  | 511  | 527  | 509  | 454  | 445  | 462  | 473  | 468  | 454  |
|               | 1968 | 1982 | 1990 | 2006 | 2013 | 2015 | 2017 | 2019 | 2020 | 2022 |